# IPCC-rapport 2007
Het IPCC-rapport 2007 is het vierde rapport van het IPCC over de opwarming van de Aarde. Het werd in 2007 uitgebracht. In 2013 en 2014 kwamen de delen uit van het IPCC-rapport 2014. 
Dit artikel is gebaseerd op de samenvatting (summary) van het eerste deel en de toelichting van het KNMI, die meer specifieke informatie over de Nederlandse situatie bevat.

## Belangrijkste conclusies
Klimaatverandering is moeilijk te meten en voorspellen, maar enkele zaken zijn wel al erg zeker en de belangrijkste daarvan zijn:
- 11 van de 12 warmste jaren sinds 1850 vallen in de laatste 12 jaar.
- De Aarde is in de afgelopen eeuw bijna 0,76 °C warmer geworden en daar zal in de komende eeuw nog 1,1 tot 6,4 °C bij komen, onder andere afhankelijk van welke maatregelen genomen zullen worden.
- De oceanen hebben meer dan 80% van de toegenomen warmte in het klimaatsysteem geabsorbeerd, waardoor het zeewater is gaan uitzetten. Daardoor is in de 20e eeuw het zeeniveau wereldwijd met 17 cm gestegen. In de komende eeuw zal de zeespiegel daarbovenop nog 18 tot 59 cm stijgen en doordat de oceanen warmte zullen blijven opnemen zal de uitzetting nog eeuwen doorgaan. Die stijging kan nog hoger uitvallen door verdere afkalving van de ijskappen van Groenland en Antarctica (die in de laatste jaren sterk is toegenomen). Bovendien zal door regionale effecten de stijging in Nederland tot 15 cm hoger uitvallen.

Verandering in de stralingsforcering tussen 1750 en 2005. De grootste bijdragen komen van CO_{2} en methaan. De grootse onzekerheden komen van fijn stof en de invloed van wolken.

- De opwarming is vooral het gevolg van de uitstoot van broeikasgassen als kooldioxide (CO2) en methaan (CH4). De concentraties van die gassen in de atmosfeer zijn momenteel de hoogste in minstens 650.000 jaar. Dit is vooral het gevolg van menselijk handelen, vooral verbranding van fossiele brandstoffen, maar ook landbouw, veeteelt en landgebruik. De invloed van variaties in zonnestraling (waar sommigen het aan wijten) is relatief klein.
- De CO2-concentratie in de atmosfeer is sinds 1750 met 35% toegenomen. Die toename gaat in de afgelopen 10 jaar sneller dan ooit.
- Doordat een deel van de CO2 oplost in de oceanen zijn die aan het verzuren. Dit heeft tot nu toe een dempend effect gehad op de opwarming, maar die buffer begint verzadigd te raken, waardoor die demping minder zal worden. Bovendien zal dit tot gevolg hebben dat een eventuele toekomstige daling van de CO2 in de atmosfeer tegengewerkt wordt doordat het weer vrijkomt uit die buffer.

Toelichting: Klimaatverandering is zo moeilijk te meten omdat het ingewikkelde patronen betreft die over decennia spelen. Naarmate meer metingen over een langere tijd beschikbaar zijn kunnen uitspraken met meer zekerheid gedaan worden. Dat bovenstaande uitspraken nu al gedaan kunnen worden is een indicatie van hoe snel de veranderingen plaatsvinden. Voor specifieke gebieden op Aarde is het nog moeilijker om in te schatten wat er gaat gebeuren (zie bijvoorbeeld Nederland hieronder). Het belangrijkste is echter dat het klimaat zal veranderen, wat aanpassingen vereist. Het feit dat zo weinig bekend is over wat er precies gaat gebeuren in een bepaald gebied maakt het lastiger voor landen om zich aan te passen, waardoor het moeilijker is om schade te voorkomen en eventuele nieuwe mogelijkheden te benutten.
Zie ook de klimaatscenario's aan het eind van deze tekst.

## Het rapport
In 2007 is het vierde IPCC-rapport uitgebracht, dat is gebaseerd op bevindingen tot medio 2006. Er zijn drie IPCC-werkgroepen die ieder een deel van het rapport uitbrengen:
- Werkgroep I: "The Physical Science Basis", over de fysische oorzaken;
- Werkgroep II: "Impacts, Adaptation and Vulnerability", over de gevolgen en hoe we ons daar aan kunnen aanpassen;
- Werkgroep III: "Mitigation of Climate Change", over maatregelen om de uitstoot van broeikasgassen te verminderen.

Ten slotte werd in november 2007 een bundeling van de samenvattingen voor beleidsmakers van die rapporten gepresenteerd.
Het rapport zelf is redelijk goed te lezen voor een opgeleide leek, maar erg gedetailleerd. Daarom is door het IPCC een Samenvatting voor Beleidsmakers geschreven (in het Engels). Het rapport zelf is overigens pas een paar maanden later gepubliceerd. Verder heeft het KNMI er ook een geschreven (in het Nederlands). Dat is een iets kortere samenvatting, die echter aangevuld is met informatie over de specifieke Nederlandse en Europese situatie. Dit artikel combineert het belangrijkste deel van de informatie in die twee samenvattingen, met een andere indeling van de informatie (scherpere scheiding naar onderwerp) en enkele toelichtingen en commentaren. De drie teksten zijn ongeveer even lang en verschillen vooral in presentatie. 
Er zijn twee soorten kritiek op het rapport. Sommigen zeggen dat de onderzoekers bevooroordeeld zijn (bij het vorige rapport hebben 2 van de 120 hoofdauteurs hierover geklaagd). Anderen zeggen dat het IPCC veel te conservatief is in zijn uitlatingen. De deelnemende wetenschappers zijn deels aangewezen door overheden en die overheden kunnen zich laten leiden door de belangen die ze hebben bij de resultaten. In februari 2007 publiceerde het wetenschappelijk tijdschrift Science een artikel waarin staat dat de waargenomen temperatuurstijging in het bovenste bereik (de top 10%) lag van wat in het vorige rapport stond. De waargenomen zeespiegelstijging was zelfs hoger dan het bovenste bereik dat het rapport aangaf. Als het huidige rapport even conservatief is, dan moeten we in de komende eeuw dus rekening houden met een temperatuurstijging van rond de 5 °C en een zeespiegelstijging van meer dan 59 cm.

## Broeikasgassen

### Hoofdpunten
Er zijn verschillende antropogene (van de mens afkomstige) stoffen die de opwarming van de Aarde veroorzaken of tegenwerken. De belangrijkste veroorzaker (broeikasgas) is koolstofdioxide (CO2). Methaan (CH4) is weliswaar een veel sterker broeikasgas, maar ook in veel kleinere concentraties aanwezig. Andere broeikasgassen zijn distikstofoxide (N2O of lachgas) en gehalogeneerde koolwaterstoffen (chloorfluorkoolstofverbindingen). Het effect van ozon is afhankelijk van waar het zich in de atmosfeer bevindt - in de lagere luchtlagen warmt het op, daarboven koelt het af. De belangrijkste afkoelende stoffen zijn aerosolen, heel kleine deeltjes in de atmosfeer, zoals roet (het schoon houden van de lucht met roetfilters heeft dus helaas netto een opwarmend effect). Die kunnen een direct, maar ook een indirect effect hebben door de invloed op de albedo (mate van weerkaatsing van zonlicht). Ook op het aardoppervlak spelen albedo-effecten een rol.
De invloed van al deze factoren wordt aangeduid met de term stralingsforcering (radiative forcing). Dat is een maat voor de hoeveelheid energie die aan het systeem wordt toegevoegd of onttrokken (de balans tussen de ingaande en uitgaande stralingsenergie in het klimaatsysteem), uitgedrukt in W/m². Het netto effect van al deze factoren (sinds 1750) is +1,6 W/m² (in ieder geval tussen +0,6 en +2,4).
De laatste kolom in de tabel geeft aan hoe goed de invloed van een factor begrepen is (losu = level of scientific understanding). Factoren met een zeer lage losu zijn niet in het overzicht opgenomen. De invloed van vulkanische aerosolen is niet opgenomen vanwege het sporadische karakter van vulkaanuitbarstingen. 
CO2 wordt vooral uitgestoten door verbranding van fossiele brandstoffen en veranderingen in landgebruik, en methaan en N2O vooral door landbouw. 
De waarschijnlijkheid dat de mens aan de opwarming bijdraagt is sinds het eerste rapport uit 1991 gestegen van 66% naar 90%. Het is waarschijnlijk dat antropogene opwarming heeft plaatsgevonden op alle continenten, met uitzondering van Antarctica. De waargenomen patronen van opwarming (waarbij lucht boven land meer opwarmt dan boven zee) is alleen te verklaren met modellen waar menselijke invloeden in worden meegenomen (anthropogenic forcing). Deze kans nam verder toe tot 95% in het IPCC-rapport 2014.
De figuren rechts tonen in blauw het temperatuurverloop dat te verwachten zou zijn geweest over de afgelopen eeuw als de menselijke factoren geen rol zouden hebben gespeeld (binnen een 'zekerheidsbereik' van 90%) en in rood de combinatie van natuurlijke en antropogene oorzaken. De zwarte lijn toont het waargenomen temperatuurverloop (gemiddeld over decennia). 

De bovenste figuren tonen dit voor de wereld als geheel, de oceanen en de landmassa's. De onderste figuren tonen het voor de verschillende continenten.
De verwachte opwarming als gevolg van een verdubbeling van de CO2 concentraties, de klimaatgevoeligheid ligt waarschijnlijk tussen 2 en 4,5 °C en zeer waarschijnlijk boven de 1,5 °C. Waarden boven 4,5 °C zijn niet uit te sluiten, maar de kans daarop is moeilijk in te schatten omdat in dat bereik de modellen niet goed overeenstemmen met waarnemingen. Veranderingen in waterdamp vormen de sterkste terugkoppeling die de klimaatgevoeligheid beïnvloedt. Terugkoppeling van wolken vormt de grootste bron van onzekerheid.
De oceanen nemen een deel van de CO2 in de atmosfeer op, waardoor die verzuurt zijn tot een pH waarde die 0,1 lager ligt dan het pre-industriële tijdperk. Volgens de SRES-scenario's zal die waarde nog verder dalen met 0,14 - 0,35. Dit heeft een dempend effect gehad op de CO2-concentratie in de atmosfeer, maar naarmate de oceanen meer verzuren zal die dempings-capaciteit afnemen.

### Details
De invloed van aerosolen is de grootste bron van onzekerheid in de totale stralingsforcering. Aerosolen kunnen een natuurlijke oorsprong hebben (zoals woestijnstof en zoutdeeltjes) of een menselijke, zoals roet en sulfaat, die vrijkomen bij verbranding van fossiele brandstoffen. Aerosolen kunnen een direct effect hebben door zonlicht terug te kaatsen, maar ook een indirect effect via wolken, waar ze een groter aantal wolkendruppeltjes veroorzaken.
De figuur rechts toont hoe de concentraties van de broeikasgassen koolstofdioxide (CO2), methaan (CH4) en distikstofoxide (N2O) explosief zijn toegenomen in de afgelopen eeuw, afgezet tegen de laatste 10.000 jaar. Die concentraties worden gemeten in deeltjes per miljoen, oftewel ppm (parts per million) of deeltjes per biljoen, oftewel ppb (parts per billion). De CO2-concentratie is toegenomen van 280 ppm in 1750 tot 379 ppm in 2005 (een toename van 35%). De concentratie methaan is toegenomen met 48% van 715 tot 1774 ppb, maar die toename is sinds 1993 afgenomen. De snelheid waarmee de resulterende stralingsforcering toeneemt is hoogstwaarschijnlijk de hoogste van de afgelopen 10.000 jaar. 
De concentraties CO2 en methaan waren trouwens in 1750 al vrij hoog. Het natuurlijke bereik van de concentraties over de afgelopen 650.000 jaar was voor CO2 180 - 300 ppm (1750: 280, nu: 379) en voor methaan 320 - 790 ppb (1750: 715, nu: 1774).
De CO2-uitstoot van het verleden en de komende tijd zal meer dan een millennium blijven bijdragen aan de opwarming en het stijgen van de zeespiegel als gevolg van de tijd die nodig is voor het verwijderen ervan uit de atmosfeer. 
Het systematisch direct meten van de CO2-concentraties is pas begonnen in 1960. Sindsdien is de gemiddelde stijging 1,4 ppm per jaar geweest. De laatste tien jaar is die groei het sterkst geweest, met 1,9 ppm per jaar. Uitgedrukt in gigaton koolstofdioxide is de uitstoot gestegen van 23,5 GtCO2 per jaar (22,0 - 25,0) in de jaren 90 naar 26,4 GtCO2 per jaar (25,3 - 27,5) in de jaren 2000-2005. CO2 uitstoot door verandering van landgebruik is geschat op 5,9 GtCO2 per jaar (1,8 - 9,9), maar merk de grote onzekerheidsmarge in die schatting op.
De uitstoot van methaan (de som van natuurlijke en menselijke uitstoot) is vrij constant gebleven sinds het begin van de jaren 90, met als gevolg dat de toename van de concentratie in de atmosfeer is afgenomen. Het is zeer waarschijnlijk dat de toename van de concentratie het gevolg is van menselijk handelen, vooral landbouw en gebruik van fossiele brandstoffen, maar het relatieve aandeel van de verschillende bronnen is nog onduidelijk.
De gecombineerde stralingsforcering van CO2, CH4 en N2O is 2,3 W/m² en de mate van toename hiervan is zeer waarschijnlijk niet eerder voorgekomen in de afgelopen 10.000 jaar. Het effect van CO2 is met 20% toegenomen in de periode 1995-2005, de grootste verandering voor enige periode in de afgelopen 200 jaar.
Tropospherische ozon wordt in de atmosfeer gevormd door stikstofoxiden (NOx), koolstofmonoxide (CO) en koolwaterstoffen (methaan, ethaan, propaan en butaan en afgeleiden daarvan, de belangrijkste bestanddelen van fossiele brandstoffen). 
Het waargenomen patroon van opwarming van de troposfeer en afkoeling van de stratosfeer zijn zeer waarschijnlijk een gevolg van een toename van broeikasgassen en afname van ozon in de stratosfeer. 

## Temperatuur
De warmste 12 jaren sinds 1850 liggen in de afgelopen 13 jaar. De wereldgemiddelde temperatuur is de afgelopen 100 jaar tussen de 0,56 en 0,92 °C gestegen. Voorlopig wordt een verdere opwarming van 0,2 °C per decennium verwacht. Zelfs als de uitstoot van broeikasgassen gereduceerd wordt tot het niveau van het jaar 2000 zal dat nog 0,1 °C per 10 jaar zijn. En ook als het lukt de uitstoot zo ver terug te dringen dat de broeikasgasconcentraties stabiliseren zal de opwarming nog eeuwen doorgaan. Het zelfs terugdringen van de concentraties in de atmosfeer zal echter worden tegengewerkt doordat in de oceanen opgeloste CO2 weer vrijkomt. Tot nu toe heeft die buffer de opwarming nog tegengewerkt. In de toekomst zal hij echter in ons nadeel gaan werken.
De waargenomen temperatuurstijging kan momenteel niet verklaard worden zonder menselijke invloed in te calculeren. De opwarming is ongelijk verdeeld; grote landmassa's en de poolgebieden zijn sneller opgewarmd, de oceanen en tropen minder snel. De verwachting is dat datzelfde patroon zich zal voortzetten, maar dan met een veel snellere temperatuurstijging. Van 1990 tot 2100 zal die 1,1 tot 6,4 °C bedragen. Die onzekerheid wordt voor de helft veroorzaakt doordat nog niet bekend is welke maatregelen genomen zullen worden en voor de andere helft door onzekerheid over terugkoppelingen in het klimaatsysteem. 
Sinds het eerste IPCC-rapport in 1990 werd een opwarming van 0,15 to 3 °C per decennium voorspeld. Er is nu een opwarming van 0,2 °C geconstateerd, wat het vertrouwen in de modellen versterkt. Volgens de SRES-scenario's zou dat voortzetten. Als de CO2-uitstoot op het niveau van 2000 wordt gehouden zal de temperatuurstijging nog steeds 0,1 °C per decennium bedragen, vooral door de trage respons van de oceanen.
De temperatuur-extremen zijn veranderd in de laatste 50 jaar. Vorst is minder frequent geworden en hittegolven zijn frequenter geworden. Het is zeer waarschijnlijk dat hitte-extremen, hitte-golven en zware regenbuien vaker zullen gaan voorkomen.

### De afgelopen 1000 jaar
De gemiddelde temperaturen op het noordelijk halfrond van de afgelopen 50 jaar zijn waarschijnlijk hoger geweest dan enige vergelijkbare periode in de afgelopen 1300 jaar. De onzekerheid hierin is veroorzaakt doordat geen directe metingen beschikbaar zijn en dus 'proxy data' zoals boomringen, schriftelijke bronnen, koralen en ijskernen gebruikt moeten worden. Al deze data duiden op een uitgesproken opwarming na 1800, voorafgegaan door een langdurende geleidelijke afkoeling. In het verleden waren temperatuurvariaties vooral veroorzaakt door vulkaanuitbarstingen en variaties in zonne-activiteit, maar ook de temperatuurstijgingen in de vroege 20e eeuw waren waarschijnlijk in ieder geval deels al een gevolg van menselijk handelen.

## Zeeniveau en ijskappen
Observaties sinds 1961 tonen dat de oceanen tot een diepte van ten minste 3000 m warmer zijn geworden en dat de oceanen meer dan 80% van de toegenomen warmte in het klimaatsysteem hebben geabsorbeerd. Dit heeft tot het uitzetten van het zeewater en het stijgen van de zeespiegel geleid.
In de 20e eeuw heeft al een zeespiegelstijging van 17 cm plaatsgevonden en de verwachting is dat daar in de 21e eeuw nog 18 tot 59 cm bij zal komen door het uitzetten van de oceanen en het smelten van (berg)gletsjers en ijskappen (vooral op Groenland en Antarctica). Als de waargenomen afkalving van de Groenlandse en de West-Antarctische ijskap doorzet kan daar nog 10 à 20 cm bij komen, maar het IPCC stelt daar geen bovengrens aan. De snelheid van stijging is in de laatste tien jaar bijna verdubbeld, maar het is onduidelijk of dit effect zal doorzetten. Door regionale verschillen kan de stijging in de Noordzee tot 15 cm groter zijn. Die factoren meerekenend komt het KNMI op een stijging van 35 tot 85 cm. Nog verder in de toekomst, in 2300, zal alleen al door het uitzetten van de oceanen de stijging 30 tot 80 cm zijn vergeleken met de 20e eeuw en de uitzetting zou nog vele eeuwen doorgaan door de tijd die het warmte kost om in de diepe oceaan te dringen. Daar komt bij het smelten van ijskappen, een proces dat nog lang door zal gaan, ook als de temperatuur na 2100 niet meer stijgt, vooral de Groenlandse ijskap, die in enkele eeuwen tot duizenden jaren volledig kan verdwijnen. 
Terugtrekken van de Groenlandse ijskap zal blijven bijdragen aan de zeespiegelstijging na 2100. De modellen suggereren dat de afname van ijs door smelten groter zal zijn dan de toename door neerslag en dat het netto effect negatief zal zijn bij een wereldtemperatuurgemiddelde van 1,9 tot 4,6 °C boven het pre-industriële tijdperk. Na enkele millennia zou dit tot het bijna volledig verdwijnen van de Groenlandse ijskap kunnen leiden, met een zeespiegelstijging van 7 m tot gevolg. 
Het afkalven van ijskappen is niet meegenomen in de verwachting omdat dit proces onvoldoende begrepen is. Het wordt echter wel waargenomen. Dit komt doordat smeltwater onder de ijskappen als een glijmiddel werkt, waardoor het ijs naar de randen kan afglijden en daar afkalven. Die beroemde beelden van afbrekende stukken ijsschots vormen dus een factor die niet in de hoofdconclusies van het IPCC is meegenomen. 

De afkalving van de Antarctische en Groenlandse ijskappen is de laatste jaren sterk toegenomen. De gevoeligheid van de poolkappen voor de opwarming blijkt groter te zijn dan eerder werd aangenomen. 
De sneeuwbedekking op de landmassa's rond de noordpool is de laatste 50 jaar met 10% afgenomen. Van de zuidpool zijn te weinig gegevens beschikbaar. 
Bij de modellen is rekening gehouden met een voortzetting van de toegenomen 'ice flow' op Groenland en Antarctica zoals die tussen 1993 en 2003 is geobserveerd. Maar dat zou ook kunnen toe- of afnemen. Bijvoorbeeld, als die bijdrage lineair zou stijgen met de temperatuurstijging dan zal de zeespiegel 10 à 20 cm extra stijgen. Nog hogere waarden zijn mogelijk, maar de kans daarop is niet in te schatten.
De totale zeespiegelstijging over de 20e eeuw wordt geschat op 17 cm (± 0,05 m). De zeespiegel is wereldwijd gemiddeld 1,8 mm per jaar (1,3 - 2,3) gestegen van 1961 tot 2003. Dat was sneller van 1993 tot 2003, toen het 3,1 mm per jaar (2,4 - 3,8) was. Of de toegenomen stijging een trend is is niet bekend.
Gemiddelde Arctische temperaturen zijn twee keer zo snel gestegen als het wereldwijde gemiddelde over de afgelopen 100 jaar. Arctische gebieden hebben een hoge variabiliteit over decennia 

en er was ook een warmere periode van 1925 tot 1945.
De bovenkant van de permafrost laag in het Arctische gebied is tot 3 °C opgewarmd sinds de jaren 80. In de meeste permafrostgebieden wordt een vermindering van de vorstdiepte verwacht. 
Tijdens het laatste interglaciaal (veroorzaakt door verandering van de omloop van de Aarde rond de Zon), 125.000 jaar geleden, was de temperatuur 3 tot 5 °C hoger dan nu en was het zeeniveau waarschijnlijk 4 tot 6 m hoger dan nu. De Arctische en Groenlandse ijskappen hebben daar waarschijnlijk niet meer dan 4 m aan bijgedragen. Mogelijk heeft de Antarctische ijskap ook bijgedragen.

### Warme Golfstroom
Oppervlaktewater in de tropische Atlantische Oceaan stroomt naar het noorden, koelt daar af, zinkt naar de oceaanbodem en keert daarlangs terug naar de tropen, wat de cirkel sluit. Dit is de Warme Golfstroom of Thermohaliene Circulatie (THC). Hierdoor is Europa relatief warm voor de breedtegraad. De THC zal zeer waarschijnlijk afnemen in de 21e eeuw. In het A1B scenario wordt een afname van de THC van 25% verwacht. Ondanks dit koelende effect zal Europa toch opwarmen omdat het broeikaseffect sterker is. Tenzij de THC abrupt stopt (wat mogelijk zelfs een glaciaal zou kunnen veroorzaken). Maar de kans hierop is niet in te schatten en wordt klein geacht, ondanks metingen die in die richting wijzen. Maar omdat metingen duur zijn en pas recent opgestart zal pas over 30 jaar enige zekerheid hierover bestaan.
De kaart rechts toont de verwachte gevolgen van het instorten van de THC.

### Zee-ijs
Op beide polen smelt het zee-ijs, wat een verminderde reflectie veroorzaakt en dus verdere verwarming en dus nog sneller smelten, enzovoorts. Op de Zuidpool is het netto effect beperkt (het continent als geheel warmt niet op), maar op de Noordpool is daardoor het zee-ijs sinds de jaren 70 geslonken met 2-3% per 10 jaar. In de zomer is het ijs van nature dunner en die dikte neemt nog sneller af, met 5-10% per 10 jaar. Tegen het eind van de 21e eeuw zal de Noordpool in de zomer volledig ijsvrij zijn.
Om een misverstand uit de wereld te helpen: dit smelten van zee-ijs heeft nauwelijks effect op het zeeniveau omdat dat ijs al in het water ligt. Het effect is dus voornamelijk plaatselijk, tenzij de warme golfstroom vertraagt of zelfs stopt.

## Neerslag
Over neerslag valt minder te zeggen dan over temperatuur omdat het wisselvalliger is (wat meer metingen over een langere periode vereist) en omdat het effect van het broeikaseffect erop minder duidelijk is. Verwacht wordt een afname van neerslag in de subtropen (vooral in de zomer) en een toename op hogere breedtegraden (in de winter) en in de tropen. Hierin passen de waargenomen afname van neerslag in Noord-Afrika en de toename in Noord-Europa en noordelijk Noord-Amerika, maar niet de afname in West- en Centraal-Afrika en de toename in zuidelijk Zuid-Amerika en West-Australië. Die verschillen kunnen andere oorzaken hebben dan het broeikaseffect, zij het andere menselijke invloeden of natuurlijk variatie. De droogte in de Sahel in de jaren 70 en 80 werd bijvoorbeeld deels veroorzaakt door veranderd landgebruik en luchtvervuiling met stofdeeltjes in Europa. Bovendien werken de modellen nog niet goed voor de tropen.
Sinds de jaren 70 zijn droogtes langer en intenser geweest, vooral in de tropen en subtropen. Het vochtgehalte in de atmosfeer is gestegen, in ieder geval sinds de jaren 80, wat consistent is met een warmere atmosfeer. De frequentie van zware buien over land is op de meeste plaatsen toegenomen, wat consistent is met de toename van de luchtvochtigheid. Verandering in verdamping en neerslag over de oceanen wordt gesuggereerd door het zouter worden van het water op lagere breedtegraden en het zoeter worden op gematigde en hogere breedtegraden.

## Wind en stormen
De verwachting is dat de opwarming van de Aarde geen al te groot effect zal hebben op de frequentie en intensiteit van stormen, maar die voorspelling is erg onzeker omdat er wel verwachte effecten zijn, maar die elkaar tegenwerken (dus neutraliseren). Voorspelde en waargenomen veranderingen zijn klein vergeleken met de natuurlijke variaties.
De schijnbare toename van het aantal zeer hevige stormen sinds 1970 in sommige regio's is veel groter dan modellen voorspellen.
Antropogene forcering heeft waarschijnlijk de windpatronen beïnvloed, met invloeden op de stormbanen (de banen waarlangs stormen zich verplaatsen) buiten de tropen op beide halfronden. Op het noordelijk halfrond is de verandering groter dan verwacht. Stormbanen buiten de tropen worden verwacht richting polen te verschuiven, met veranderingen in wind, neerslag en temperatuurpatronen tot gevolg, een trend die over de afgelopen halve eeuw al is waargenomen.
Tropische cyclonen zullen waarschijnlijk heviger worden, met sterkere maximale windsnelheden en heviger neerslag, als gevolg van het warmere zee-oppervlak. Sinds ongeveer 1970 is de orkaan-activiteit in de noordelijke Atlantische Oceaan toegenomen, wat in verband wordt gebracht met de toegenomen zee-oppervlakte-temperatuur. Dit lijkt ook elders te gebeuren, al zijn de gegevens daar minder betrouwbaar. Door natuurlijke variatie over decennia is het nog niet duidelijk of hier van een trend sprake is. 
Westelijke winden zijn toegenomen op gematigde breedtegraden op beide halfronden.

## Europa, Nederland en Vlaanderen
De temperatuur is in Nederland en Vlaanderen sterker gestegen dan het wereld-gemiddelde. Zuidelijke en westelijke stromingen hebben voor warmte-records in de herfst en winter gezorgd. In welke mate dit veroorzaakt is door het broeikaseffect is onduidelijk omdat er nogal wat schommelingen zijn in die atmosferische circulatie. Voor de toekomst wordt vooral een opwarming voor de warmste zomerdagen en de koudste winterdagen verwacht.
De neerslag is in Noord-Europa in de 20e eeuw gemiddeld met 5-10% toegenomen (voor Nederland is dat door de natuurlijke variatie minder duidelijk). In Zuid-Europa zal de zomerse neerslag gaan afnemen en in Noord-Europa zal de winterse neerslag toenemen. Die winterneerslag is in Noord-Europa in de afgelopen eeuw gemiddeld al met 15% toegenomen, en in Nederland zelfs met 25%. De natuurlijke variaties zijn wederom te groot om hier duidelijke conclusies over de oorzaken uit te trekken, maar de verwachting is dat deze trend zich zal voortzetten. Ook de intensiteit van de extreme neerslag is toegenomen, en ook die trend zal zich voortzetten, ook in Nederland. Het is onzeker of de zomers droger zullen worden. Nederland ligt namelijk op het grensgebied tussen een kleine toename in het noorden en een sterke afname in het zuiden en veel hangt dus af van wat er gebeurt met die nogal grillige aanvoerrichtingen van de lucht. Maar in alle gevallen zullen ook zomerse buien extremer worden.
Stormen: Stormbanen (de banen waarlangs stormen zich verplaatsen) zullen waarschijnlijk noordwaarts verschuiven en dat effect is inderdaad waargenomen (100 km in de afgelopen 40 jaar), maar de stormbaan boven Nederland is breed, dus zullen we er hier weinig van merken, al is de verwachting dat daggemiddelde windsnelheden ietsje zullen toenemen (2% per graad temperatuurstijging). Toch bestaat het risico dat incidenteel de balans tussen elkaar tegenwerkende effecten een kant op slaat. Dit proces is nog onvoldoende begrepen. Het aantal stormen in Nederland in de afgelopen 40 jaar iets afgenomen, maar hier geldt wederom dat niet tot een trend geconcludeerd kan worden.

## Overzicht
| Verschillende fenomenen en de kans dat die trend er al is, dat de mens er de hand in heeft en dat hij zal doorzetten. |                                                        |                                            |                                                                 |
| | Kans dat de trend er was aan het eind van de 20e eeuw. | Kans dat de mens de trend beïnvloed heeft. | Kans op een toekomstige trend, gebaseerd op de SRES scenario's. |
| Minder en warmere koude dagen en nachten over de meeste landgebieden | > 90% (a)                                              | > 66% (b)                                  | > 99% (b)                                                       |
| Meer en warmere warme dagen en nachten over de meeste landgebieden | > 90% (c)                                              | > 66% (b)                                  | > 99% (b)                                                       |
| Toename van het aantal hittegolven over de meeste landgebieden | > 66%                                                  | > 50% (d)                                  | > 90%                                                           |
| Toename van frequentie of volume van zware buien over de meeste gebieden | > 66%                                                  | > 50% (d)                                  | > 90%                                                           |
| Meer gebieden getroffen door droogte | > 66% in veel gebieden sinds de jaren 70               | > 50%                                      | > 66%                                                           |
| Vaker zware tropische cyclonen | > 66% in sommige gebieden sinds 1970                   | > 50% (d)                                  | > 66%                                                           |
| Vaker extreem hoge zeeniveaus (exclusief tsunamis) (e) | > 66%                                                  | > 50% (d,f)                                | > 66% (g)                                                       |
| |                                                        |                                            |                                                                 |
| (a) Lagere frequentie van koude dagen en nachten (koudste 10%) |                                                        |                                            |                                                                 |
| (b) Opwarmen van de meest extreme dagen en nachten ieder jaar |                                                        |                                            |                                                                 |
| (c) Hogere frequentie warme dagen en nachten (warmste 10%) |                                                        |                                            |                                                                 |
| (d) Aandeel van menselijke invloeden niet bekend en gebaseerd op inschattingen van experts. |                                                        |                                            |                                                                 |
| (e) Extreem hoge zeeniveaus zijn hier gedefinieerd als de hoogste 1% van de uur-waarden voor de gegeven referentie-periode                                                                                                   |                                                        |                                            |                                                                 |
| (f) Veranderingen in waargenomen extreem hoge zeeniveaus volgen nauw de veranderingen in het gemiddelde zeeniveau. Het is zeer waarschijnlijk dat menselijke activiteit bijgedragen heeft aan het stijgen van het zeeniveau. |                                                        |                                            |                                                                 |
| (g) In alle scenario's is de verwachte stijging van het zeeniveau in 2100 hoger dan in de referentieperiode. Het effect van regionale veranderingen in het weersysteem is nog onzeker                                        |                                                        |                                            |                                                                 |

## Klimaatscenario's

### Onzekerheid
Bij het uitspreken van verwachtingen over de toekomst zijn er twee bronnen van onzekerheid. De ene is dat het bestaande klimaat, laat staan een klimaatverandering, nog maar deels begrepen wordt (waar ook nog eens extreme omstandigheden als grote vulkaanuitbarstingen bij kunnen komen). Daarom zijn er verschillende klimaatmodellen met verschillende aannames en uitkomsten. De andere is de onzekerheid over geopolitieke en technologische ontwikkelingen, zoals welke maatregelen genomen gaan worden om klimaatverandering tegen te gaan. Hierom hebben het IPCC en het KNMI beiden verschillende klimaatscenario's geschreven, waarbij die van het KNMI de gevolgen van klimaatverandering beschrijven en meer ingaan op de specifieke situatie in Nederland. De IPCC-scenario's (SRES) zijn emissie-scenario's en beschrijven de klimaatgevolgen van verschillende maatschappelijke ontwikkelingen en de daaruit resulterende broeikasgasemissies.

### KNMI-klimaatscenario's
Het KNMI heeft vier scenario's beschreven, G, G+, W en W+. De letters staan voor de temperatuurstijging; 'G' staat voor 'gemiddeld' (2 °C) en 'W' voor 'warm' (4 °C) (de uiterste waarden worden in de KNMI-scenario's niet meegenomen). De '+' staat voor verandering van de voornoemde circulatie, met meer westenwinden in de winter en meer oostenwinden in de zomer (geen '+' staat voor geen verandering daarin).

### IPCC-scenario's
De scenario's van het IPCC zijn beschreven in het 'Special Report on Emission Scenarios' of SRES. 
| A1 | Snelle economische groei, een wereldbevolking die na het midden van de 21e eeuw daalt, een snelle introductie van nieuwe, meer efficiënte technologieën, globalisering en een substantiële reductie van regionale inkomensverschillen. |
| A1FI | A1 met een hoog gebruik van fossiele brandstoffen (Fossil Intensive). |
| A1T | A1 met een hoog gebruik van non-fossiele brandstoffen. |
| A1B | A1 met een balans tussen brandstoffen, als gevolg van een gelijke ontwikkeling en gebruik van verschillende technieken. |
| A2 | Een zeer heterogene wereld (minder globalisering), constant stijgende bevolkingsgroei, economische ontwikkeling sterk regio-gebonden, met ongelijke verdeling van inkomens en technologische ontwikkeling. |
| B1 | Als A1, maar met een snelle ontwikkeling naar een service- en informatiemaatschappij, introductie van schone en efficiënte technologieën, wereldwijde oplossingen voor economische, sociale en milieu-duurzaamheid. Een rechtvaardige wereld, maar zonder extra klimaat-initiatieven. (a)                                                                 |
| B2 | Lokale oplossingen voor economische, sociale en milieu-duurzaamheid, constant groeiende wereldbevolking, maar minder snel dan bij A2, gematigde economische ontwikkeling, minder snelle en meer diverse technologische ontwikkeling dan bij B1 en A1. Ook georiënteerd op milieu-bescherming en sociale rechtvaardigheid, maar met een focus op de regio. |
| (a) Geen van deze scenario's gaat uit van extra klimaat-initiatieven, dus geen implementatie van de United Nations Framework Convention on Climate Change of de emissie-doelen van het Kyoto Protocol. | |

Het A1B-scenario wordt in het rapport het meest als uitgangspunt genomen bij uitspraken over de verwachtingen. Onderstaande tabel toont verwachte gevolgen van de verschillende scenario's tegen het eind van de 21e eeuw. Merk op dat de schatting van 1,1 - 6,4 °C die genoemd wordt in de belangrijkste conclusies aan het begin van deze tekst de waarschijnlijke temperatuurstijging geldt voor het totale bereik van de scenario's (exclusief de stabilisatie op het uitstoot-niveau van 2000, die ook in deze tabel is opgenomen). In het vorige rapport van 2001 was een bereik gegeven van 1,4 - 5,8 °C, wat consistent hiermee is.
| Verwachte temperatuurverandering en zeespiegelstijging in 2090-2099 tov 1980-1999 volgens de verschillende scenario's              |                              |                              |                             |
| | Temperatuurverandering in °C | Temperatuurverandering in °C | Zeespiegelstijging in m (a) |
| | verwacht                     | bereik (90% kans)            | Zeespiegelstijging in m (a) |
| Y2K (b) | 0,6                          | 0,3 - 0,9                    | onbekend                    |
| B1 | 1,8                          | 1,1 - 2,9                    | 0,18 - 0,38                 |
| A1T | 2,4                          | 1,4 - 3,8                    | 0,20 - 0,45                 |
| B2 | 2,4                          | 1,4 - 3,8                    | 0,20 - 0,43                 |
| A1B | 2,8                          | 1,7 - 4,4                    | 0,21 - 0,48                 |
| A2 | 3,4                          | 2,0 - 5,4                    | 0,23 - 0,51                 |
| A1FI | 4,0                          | 2,4 - 6,4                    | 0,26 - 0,59                 |
| (a) niet inbegrepen het effect van 'rapid dynamic ice flow'                                                                        |                              |                              |                             |
| (b) Ter vergelijking: het fictieve scenario dat de broeikasgasconcentraties gelijk worden gehouden aan die van het jaar 2000 (Y2K) |                              |                              |                             |

Tabel rechts: Als maat voor de totale stralingsforcering wordt wel het CO2-equivalent (CO2e) gebruikt. Dit drukt het totale effect van alle broeikasgassen uit in de hoeveelheid CO2 die datzelfde effect zou hebben. De tabel rechts toont het CO2e in 2100 voor de verschillende scenario's.